# Râul Valea Mare, Netezi
Râul Valea Mare (numit local și Răul Floroiu sau râul Răstoaca) este un curs de apă, afluent al râului Netezi. 

## Hărți
- Parcul Vânători-Neamț
- Ovidiu Gabor - Economic Mechanism in Water Management ][nefuncțională]